# Jacques Normand (Sänger)
Jacques Normand (eigentlich Raymond Chouinard; * 15. April 1922 in Québec; † 8. Juli 1998 in Montreal) war ein kanadischer Sänger und Entertainer.

## Leben und Wirken
Normand debütierte 1941 als Sprecher beim Rundfunksender CHRC in Québec unter dem Namen Raymond Boisseau. Nachdem er eine Sendung mit General Charles de Gaulle unterbrochen hatte, kam es zum Zerwürfnis, und er wechselte als Sänger und Entertainer, jetzt unter dem Namen Jacques Normand, zum Konkurrenzsender CKCV. 1944 trat er beim Bal Tabarin in New York erfolgreich mit Chansons von Maurice Chevalier auf. Nach seiner Rückkehr nach Kanada wurde er Chefsprecher des Senders CKVL und moderierte dort die Sendung La parade de la chansonnette française mit Jacques Desbaillets, später mit Guy Maufette und von 1947 bis 1950 die Sendung Le fantôme au clavier mit Billy Munro.
1949 eröffnete er in Montreal das Cabaret Faisan Doré, wo u. a. Charles Aznavour und Pierre Roche, Jacques und Charles Trenet, Aglaé, Estelle Caron, Fernand Gignac, Raymond Lévesque, Monique Leyrac, Dominique Michel, Muriel Millard und Serge Deyglun auftraten. Im Fernsehen der CBC debütierte er 1952 als Moderator der Show Café des artistes. Von 1962 bis 1969 war er neben Roger Baulu Co-Moderator der Show Les couche-tard. 1994 wurde er als Chevalier des Ordre national du Québec ausgezeichnet.